# Steinbach-Haus

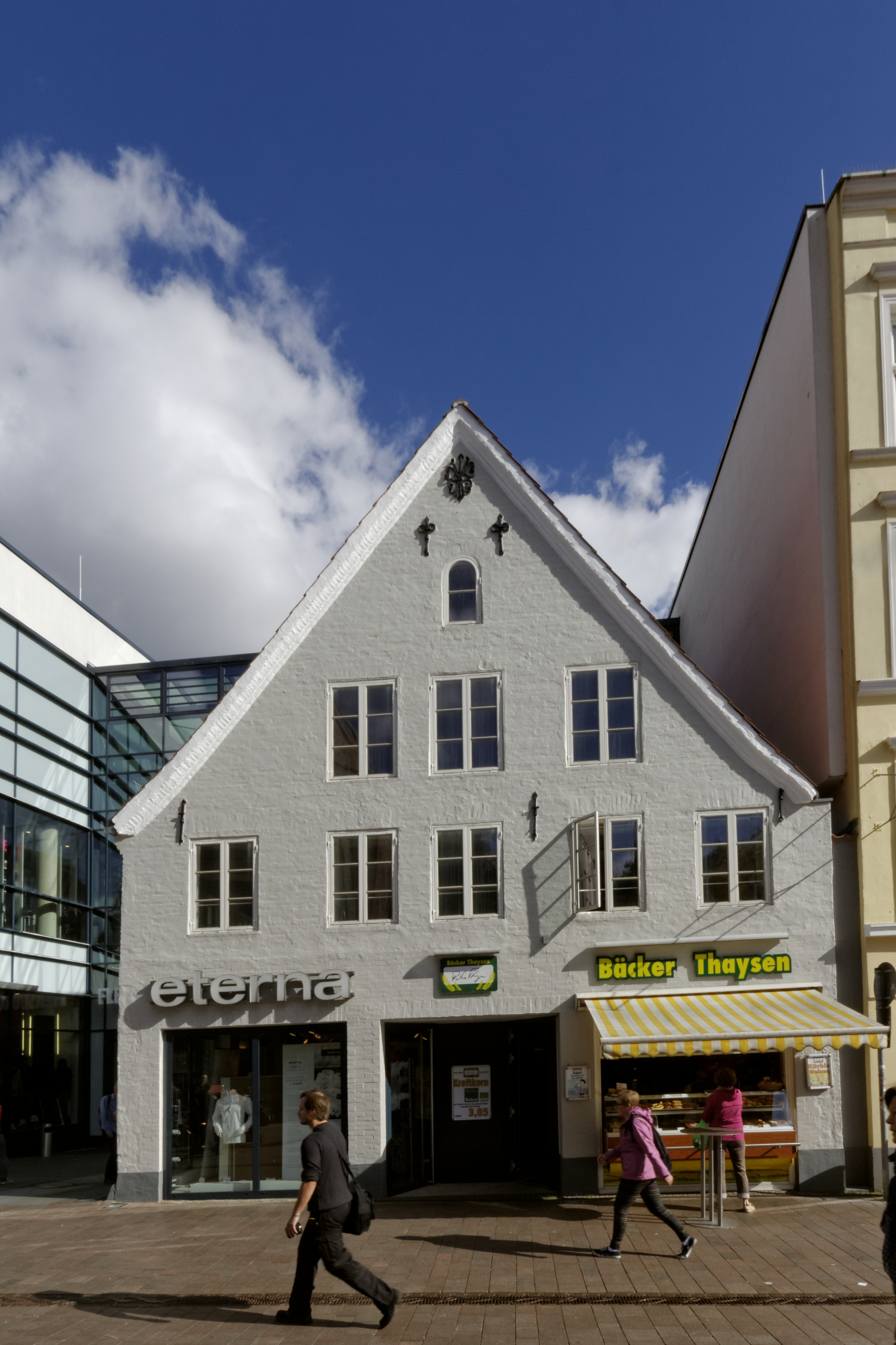
Das Steinbach-Haus am Flensburger Holm im Jahr 2013

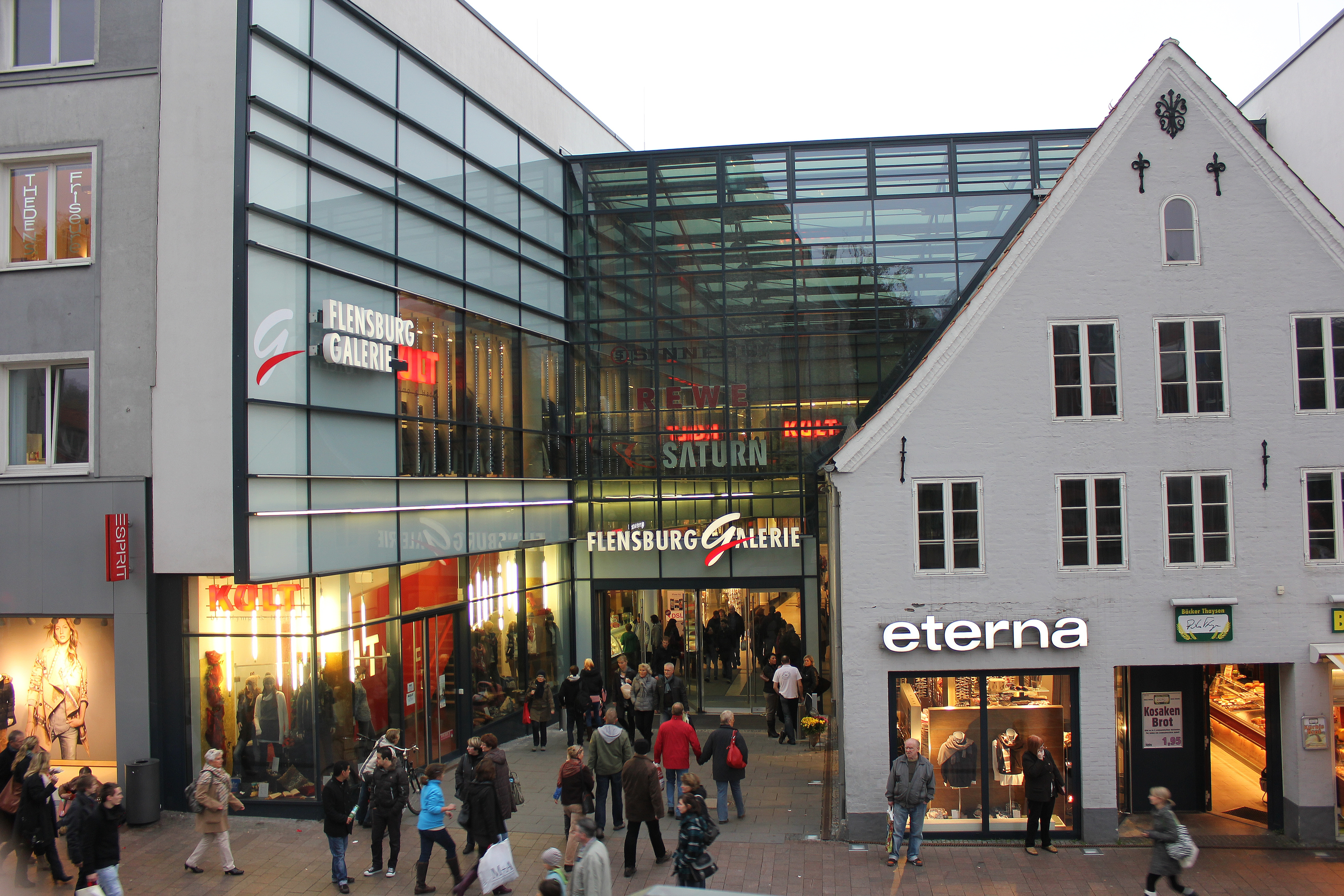
Der Eingang zur Passage im Jahr 2013

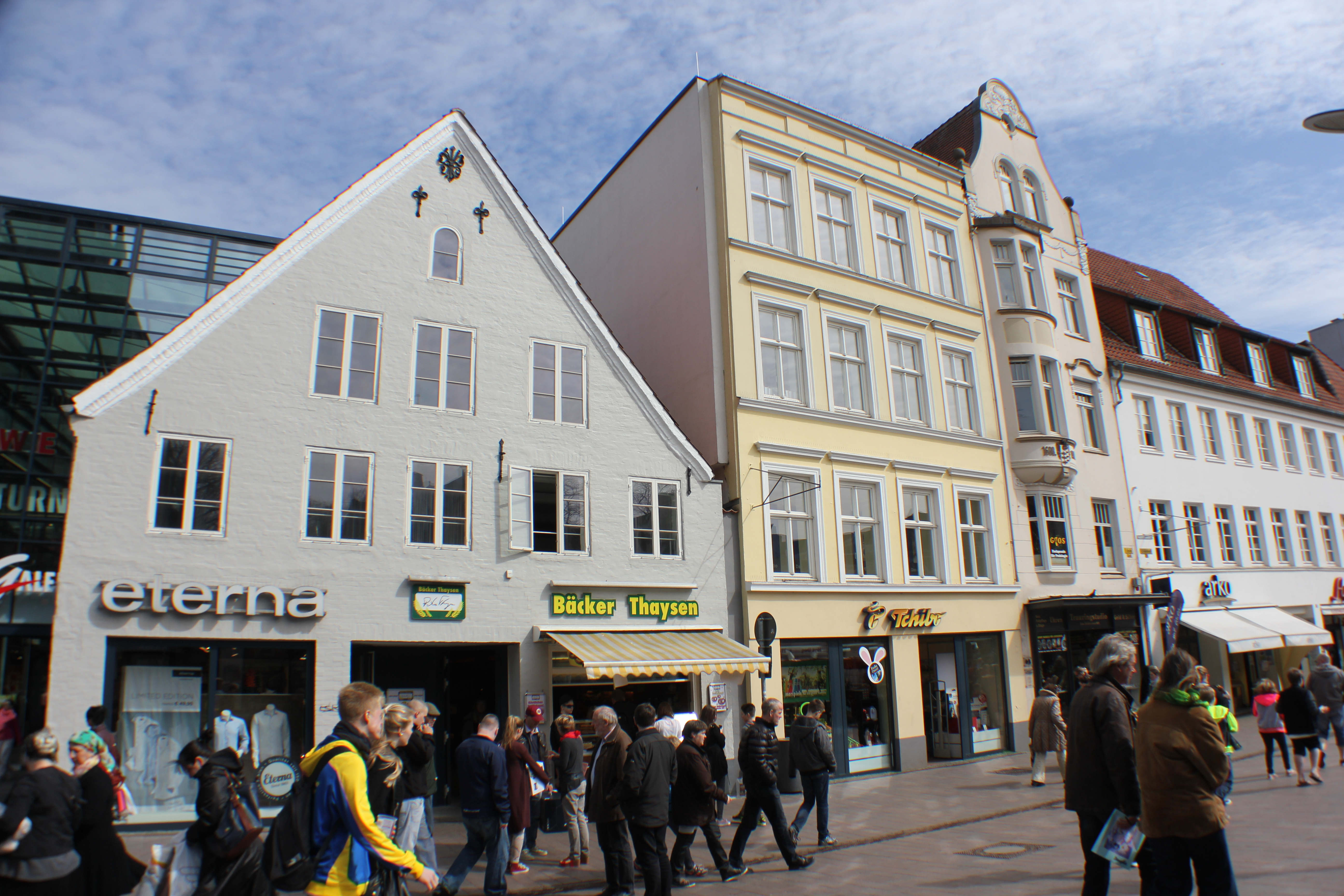
Das Steinbach-Haus mit dem Altbaubestand zur rechten Seite (2014)

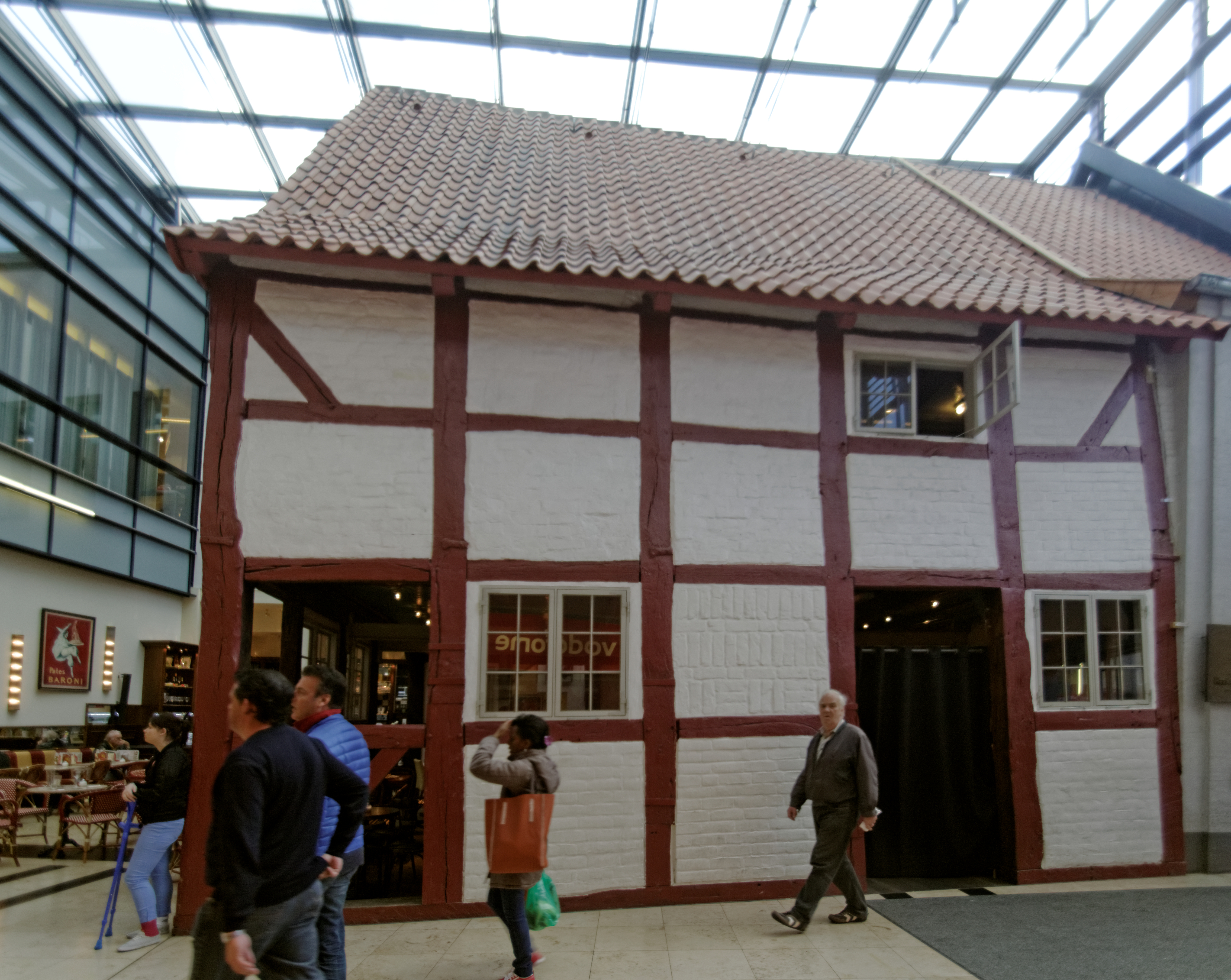
Der Rückflügel des Steinbach-Hauses im 2013

Das Steinbach-Haus am Holm Nr. 59 in der Flensburger Innenstadt ist ein jahrhundertealtes Gebäude, das heute zu den Kulturdenkmalen des Stadtteils gehört.

## Errichtung und bauliche Veränderungen bis zum 20. Jahrhundert
Der vordere Teil des zweigeschossigen Giebelhauses wurde im Jahr 1630 errichtet. Der erhaltene Rückflügel stammt aus der Zeit um 1560. Im 18. Jahrhundert erhielt das Gebäude zum Holm hin einen gemauerten Giebel. Vermutlich wurde gleichzeitig die Fassade des Vorderhauses geschlämmt. Im hinteren Bereich blieb das Fachwerk erhalten. Die Fachwerkausbildung mit den durchzapften Ankerbalken entspricht der damals in Dänemark üblichen.
Das Steinbach-Haus gehört noch zum alten Straßenstück Katsund, dessen Häuser auf der Westseite zum Ende des 19. Jahrhunderts abgerissen wurden. Das Gebäude, bestehend aus Vorderhaus und Rückflügel, erhielt zum Ende des Jahrhunderts den Namen seines damaligen Besitzers Hans Steinbach.

## Integration in die Passage und Restaurierung 2006
Im Herbst 2001 wurden vom Oberbürgermeister Hermann Stell der Öffentlichkeit Pläne für den Bau eines großen Einkaufszentrums namens „Südermarktpassage“ vorgestellt, das auf dem Areal hinter dem Steinbach-Haus entstehen sollte. Für das Projekt sollte eine ganze Anzahl von Gebäuden abgerissen werden, unter anderem auch die Stadtbibliothek Flensburg. Zudem stellte sich heraus, dass der Investor auch das Steinbach-Haus, zur Realisierung der Anbindung an den Holm, erwerben wollte.
Ein Abriss des Kulturdenkmals war zu befürchten. 2001 existierte nur eine grobe Altersbestimmung des Gebäudes. Hinsichtlich des vorderen Gebäudeteiles wurde das 18. Jahrhundert als Entstehungszeitraum vermutet. Der hintere Gebäudeteil wurde schon älter geschätzt. Er sollte aus dem 15. bis 16. Jahrhundert stammen. Durch baugeschichtliche Untersuchungen des Architekten Lennart Hellberg sowie durch Untersuchungen des Bauholzes konnte das Alter des Steinbach-Hauses exakter bestimmt werden.
2004 wurde das Steinbach-Haus vom Investor erworben. Auf Grund der neuen Erkenntnisse sollte das Steinbach-Haus erhalten bleiben, die Baupläne wurden überarbeitet. 2004 bis 2006 wurde das Steinbach-Haus schließlich in die neu gebaute „Flensburg Galerie“, vormals noch Südermarktpassage genannt, integriert. Die dabei durchgeführte Sanierung des Steinbach-Hauses 2006 erfolgte unter Leitung des Flensburger Architekten Gunnar Carlsson. In einer Pressemitteilung vom Juni 2006 wurde sodann mitgeteilt: „Das Steinbachhaus im Eingangsbereich der Flensburg-Galerie wirkt wie ein kleiner Edelstein innerhalb des Neubaus und funkelt schon jetzt alle kräftig an.“ Am 2. November 2006 wurde die Passage feierlich eröffnet.
Der Denkmalschutz der Stadt Flensburg beurteilte 2015 den Erhalt sowie das Ergebnis mit den Worten: „Eines der ältesten Flensburger Bürgerhäuser konnte bewahrt werden, auch wenn es nun zum Teil ein Haus im Haus ist.“ Das Satteldach, das vor der Integration in die Passage im hinteren Bereich offenbar abgeflacht war, wurde wieder durchgehend in der richtigen Höhe gebracht. Die Fassade des Gebäuderückflügels wurde teilweise zum Begehen und für bessere Lichtverhältnisse geöffnet. Das Mauerwerk des erhaltenen Kellers, das offenbar aus Feldsteinen bestand, blieb offensichtlich nicht erhalten.  Das Erdgeschoss war schon vor dem Bau der Passage offenbar durch ältere Ladeneinbauten verändert worden. Durch die Integration ins neu gestaltete Umfeld und die Restaurierung hat sich die Erscheinung des Gebäudes innerhalb kürzester Zeit stark verändert.

## Heutige Nutzung
Im vorderen Bereich des Steinbach-Hauses befindet sich heute ein Bäckerladen. Im hinteren Bereich des Gebäudes befindet sich das Cafe Extrablatt. An der Gebäude-Seite wurde eine Gedenktafel an Hermann Stell aufgehängt, der von 1999 bis zu seinem Tod im Jahr 2004 das Amt des Oberbürgermeisters der Stadt bekleidete.